# Laelius borealis
Laelius borealis är en stekelart som beskrevs av Vikberg 2005. Laelius borealis ingår i släktet Laelius, och familjen dvärggaddsteklar. Enligt den finländska rödlistan är arten nära hotad i Finland. Arten är reproducerande i Sverige. Artens livsmiljö är byggnader.